# 腺点柔毛蓼
腺点柔毛蓼（学名：Polygonum sparsipilosum var. hubertii）为蓼科蓼属下的一个变种。